# Charadrius tricollaris
Il corriere dai tre collari (Charadrius tricollaris Vieillot, 1818) è un uccello della famiglia dei Charadriidae.

## Sistematica
Charadrius tricollaris ha due sottospecie:
- Charadrius tricollaris bifrontatus
- Charadrius tricollaris tricollaris
  - Charadrius tricollaris pelodromus sottospecie di C. t. tricollaris

## Distribuzione e habitat
Questo uccello vive in Africa, dal Niger e dal Sudan fino al Sudafrica, compreso il Madagascar. È di passo in Egitto, Costa d'Avorio, Ghana e Camerun.